# قرار مجلس الأمن التابع للأمم المتحدة رقم 257
قرار مجلس الأمن الدولي رقم 257،الذي اعتمد بالإجماع في 11 سبتمبر 1968،بعد دراسة طلب سوازيلاند الأنضمام لعضوية الأمم المتحدة،أوصى المجلس الجمعية العامة بقبول طلب سوازيلاند لعضوية الأمم المتحدة.